# Alfréd Gabriel Nathorst
Alfred Gabriel Nathorst (7 de noviembre de 1850-20 de enero de 1921) fue un explorador ártico, geólogo y paleobotánico sueco.

## Biografía
Era originario de Väderbrunn, Nyköping y falleció en Estocolmo.
Su interés en geología fue despertado por Charles Lyell, en especial ‘’Principles of Geology‘’ y, a los 21, Nathorst lo visitó en Inglaterra en 1872.
Entre 1873 a 1884, fue empleado del Servicio Geológico de Suecia. Luego profesor, por decreto real del 5 de diciembre de 1884, y simultáneamente curador del nuevo “Departamento de Arquegoniatos y Paleobotánica" en el Swedish Museum of Natural History. Permaneció hasta su retiro en 1917.
En 1870 visitó Spitsbergen, participando entre 1882 a 1883 en la 2ª Expedición Dickson ("Den andra Dicksonska Expeditionen till Grönland") liderado por Adolf Erik Nordenskiöld, en la expedición con el Antarctic a la isla del Oso y a Svalbard incluyendo las aisladas islas del Rey Carlos en 1898. Y en 1899, lideró una expedición a Groenlandia; segunda expedición con el doble propósito de carteo geográfico y de búsqueda de sobrevivientes de la Expedición ártica en globo de Andrée de 1897. Pero no hallaron nada de Andreé. Las dos expediciones se describen en dos volúmenes "Två somrar i Norra Ishavet" (en sueco).
En 1871, comenzó con macrofósiles depositados en arcillas glaciares hallados en Scania, e investigó desarrollos posglaciares en flora y en vegetación. También estudió restos botánicos de antiguas eras geológicas, tales como paleozoica y mesozoica del Ártico del terciario de Japón. Esas investigaciones le dieron reconocimiento internacional como autoridad en paleobotánica
Nathorst tuvo una disputa científica con Eugen Warming sobre la historia de la flora de Groenlandia. Warming adherúí a la hipótesis de que parte de la flora había sobrevivido el último periodo glacial (Weichseliano) - la hipótesis nunatak, mientras Nathorst abogaba con la opinión de que toda la flora había emigrado de nuevo después de la glaciación - la hipótesis de la tabla rasa. Disputas con antítesis similares, se han repetido en otras áreas por otros combatientes.
Falleció el 20 de enero de 1921.

## Honores
- 1885: electo miembro de la Real Academia de las Ciencias de Suecia y un gran número de sociedades científicas.

### Legado en eponimia
especies de plantas, animales, y fungi se nombraron en su honor, e.g.
- (Cycadaceae) Cycas nathorstii J.Schust.[8]

- (Saxifragaceae) Boecherarctica nathorstii  (Dusén) Á.Löve[9]

- (Saxifragaceae) Saxifraga nathorstii Hayek[10]

conjunto de especies de plantas fósiles
- Williamsonia nathorstii
- Laestadites nathorstii Mesch. (un hongo fósil).
- Nathorstiana Richter, 1904[11] (una isoetal fósil)

Tierra de Nathorst en el centroeste de Groenlandia.
En Spitsbergen, Svalbard, Nathorst Land y Nathorstbreen.
- Monte Alfredfjellet, en la isla del Oso (Bjørnøya).[14]

- La abreviatura «Nath.» se emplea para indicar a Alfréd Gabriel Nathorst como autoridad en la descripción y clasificación científica de los vegetales.[15]